# 四姓 (姓氏)
四姓是中国人的一个数字姓。现今较为罕见，在山西等地有分布，汉族、傈僳族均有该姓。
《姓氏考略》中据《路史》注：“子姓有四氏。”《续通志·氏族略》中也有收录此姓。

## 名人
- 四水，春秋时越国人。
- 四象，宋代人，曾任汀州知府。